# 筑紫美主子
筑紫 美主子（ちくし みすこ、1921年（大正10年）2月8日 – 2013年（平成25年）10月10日）は、佐賀県を中心に九州地方で長年に渡り活躍した佐賀にわか役者である。本名は古賀 梅子（こが うめこ）。
佐賀にわかの第一人者として、九州では熊本のばってん荒川と並ぶ「にわか芸の大家」として知られた。巧妙な佐賀弁で演じられる喜劇は多くの観客の笑いを誘ったが、その舞台には自身の苦労からにじみ出る悲哀も漂っていた。飄々とした三枚目の男役を得意とした。

## 来歴[1]
- 1921年（大正10年）2月8日、北海道旭川市にて亡命した白系ロシア将校の父と佐賀市出身の母・田中峰との間に生まれる[2]。
- 1924年（大正13年）、3歳の時に佐賀市在住の親類、古賀佐一、ルイ夫妻の養女となる。栗色の髪の毛と青い目が差別の対象となったが、養父母の深い愛情の下でおおらかに育てられた。
- 1925年（大正14年）、養母の勧めで京舞を習い始める。
- 1927年（昭和2年）、佐賀市循誘尋常小学校（現・佐賀市立循誘小学校）に入学するが、周囲から疎外されて孤独な少女時代を過ごす。後に父方の叔父一家と同居することになるが、叔父夫婦から酷い仕打ちを受ける。叔父の病死と叔母の出奔により、養父母は残された4人の子供たちの面倒を見ることになる。
- 1933年（昭和8年）、12歳の時に養父が保証人になったことにより一家は破産。小さな小屋での貧しい暮らしが始まる。
- 1934年（昭和9年）、佐賀高等小学校に進学。しかし、翌年には家計を支えるために学校に籍を残したまま市内のメンネル工場へ働きに出る。
- 1935年（昭和10年）、養母が過労により急死。町内会の女子部に踊りの手ほどきを頼まれたことをきっかけに、踊りの師匠となる。この頃、浪曲師・伊東天山の勧めにより、古賀美州子（当時）に改名。
- 1940年（昭和15年）、旅役者の古賀儀一と結婚[2]。佐賀県庁による演芸慰問団に参加して、危険と隣り合わせの前線で佐賀にわかの慰問を行う。
- 1941年（昭和16年）7月、長男・秀恒誕生。戦時中ということもあり、スパイの嫌疑をかけられたり、非国民扱いをされることもあった。
- 1945年（昭和20年）、終戦を機に新興会という一座を旗揚げする。後に筑紫美州子一座（当時）に改名。団員の裏切りなど様々な辛苦を味わう。
- 1958年（昭和33年）、養父死去。翌々年には、夫・儀一が癌で死去。
- 1961年（昭和36年）3月1日～15日、浅草の常磐座にて、神田千恵子・中野弘子・海江田譲二と共に四座合同公演に参加。『三ちゃんのお手柄』『見当違い』などを上演。
- 1964年（昭和39年）、自身の喘息の療養も兼ねて、福岡県二丈町の玄海温泉センター専属の劇団となる。美主子に改名。
- 1965年（昭和40年）、同センターにて25周年記念興行を開催。
- 1968年（昭和43年）、福岡県二丈町に愛仙寺を建立。長男・秀恒（筑紫三馬）が住職となる。
- 1976年（昭和51年）、佐賀市民会館にて夫・儀一の追善興行を開催。佐賀市文化功労賞を受賞。
- 1977年（昭和52年）、佐賀県文化功労賞を受賞。
- 1978年（昭和53年）、フジテレビの小川宏ショーにて、異父妹と初対面。
- 1990年（平成2年）、佐賀新聞文化賞を受賞。
- 1991年（平成3年）、佐賀市文化会館大ホールにて、舞台50周年記念公演を開催。
- 1992年（平成4年）、地域文化振興を讃えられて文部大臣賞を受賞。
- 1997年（平成9年）、伝統文化ポーラ特別賞を受賞。
- 1999年（平成11年）11月、芸道75周年記念公演『梅子の恩返し』に車いす姿で出演。これが最後の舞台となった。
- 2002年（平成14年）、自身の高齢を理由に劇団を解散。
- 2013年（平成25年）10月10日午前7時7分、肺炎のため佐賀市内の病院にて死去。92歳[2]。

## 関連書籍
- 『筑紫美主子の世界―佐賀にわか笑いと涙の女座長 大塚清吾写真集』（凱風社、1981年）　大塚清吾 撮影
- 『旅芸人の唄―筑紫美主子自伝』（葦書房、1981年）　※本人による自伝
- 森崎和江『悲しすぎて笑う―女座長筑紫美主子の半生』（文藝春秋、1985年）
- 竹井広太『どろんこ人生―〈聞き書き〉筑紫美主子』（西日本新聞社、1988年）
- 大塚清吾『梅子の舞―佐賀にわか 筑紫美主子』（樹花舎、1992年）
- 後藤みな子『女芸人聞書』潮出版社、1981

## DVD
- 『ご存知 佐賀にわか！筑紫美主子の世界』　（製作著作：STSサガテレビ）

1巻（べんとう箱）、2巻（踏切り番）、3巻（運の車屋）、4巻（三ちゃんのお手柄）、5巻（嫁・姑）、6巻（ピンコ床屋）、
7巻（親の意見）、8巻（おけ屋さん）、9巻（傘屋の失敗）、10巻（うかれの借錢）、11巻（情けは他人の為ならず）、12巻（ひがみ根性）、13巻（元のさや）

## CM
- マルヱ醤油

## 楽曲
- 『～筑紫美主子一代～どろんこ人生』　歌：三笠優子